# Los Planes de Renderos
Los Planes de Renderos es un centro urbano compartido por tres distritos salvadoreños del departamento de San Salvador: Panchimalco, San Marcos y San Salvador, la capital del país. Está ubicado a 9.5 kilómetros al sureste de la capital y supone la frontera sur del Área Metropolitana de San Salvador, a la cual pertenecen San Salvador y San Marcos. Este límite mencionado hace que la localidad sea una especie de zona residencial semiurbana o semirrural. 
Planes de Renderos se encuentra a más de 1.000 m s. n. m., por lo que se caracteriza por climas bastante más frescos que los de la ciudad, que se encuentra, en promedio, a 670 m s. n. m.; además, alberga tres de los ecoparques más importantes de la metrópoli salvadoreña -Puerta del Diablo, Parque Balboa y Parque de la Familia-, características que le benefician para ser uno de los sitios turísticos más preferidos por los capitalinos.

## Toponimia
El nombre «Planes de Renderos» hace referencia la leyenda de Don Renderos, su hija y «el Diablo»; De este relato también podría explicarse la formación rocosa de La Puerta del Diablo. La leyenda cuenta que hace quinientos años, Don Rosendo Renderos, un agrónomo español había encontrado las tierras propicias para la siembra y el cultivo de naranjas de Sevilla, debido a que el terreno era fértil y el ambiente era frío y podrían sembrarse sin problemas. Desde entonces se llamó «Planes de Renderos» 
Su hija, de pronunciada belleza, era cortejada por los nativos de la villa de Panchimalco y por un misterioso caballero montado en su corcel negro, el cual la cortejaba cada noche y desaparecía sin dejar rastro. Una noche, Don Renderos junto con un sacerdote y algunos españoles e indígenas intentaron atrapar al jinete misterioso, desafortunadamente no lo lograron, pero a la velocidad a la cual el jinete cabalgaba hizo que su animal perdiera el control y se estrellara contra una roca y la partiera en dos para finalmente caer al vacío.

## Territorio
Los Planes de Renderos es un cantón (ahora urbanización) que tiene su territorio entre los municipios de San Salvador, San Marcos y Panchimalco, siendo este último el que posee mayor jurisdicción geográfica sobre el lugar.
Es difícil reconocer los límites concretos entre los cuales Los Planes de Renderos se extiende, sin embargo, cabe destacar su relieve irregular. La topografía Planeña está caracterizada por un terreno irregular perteneciente a diferentes estructuras volcánicas extintas, surgidas del surgimiento y colapso de conos volcánicos antiguos.
Las estructuras volcánicas antiguas que dieron forma al terreno, desde la más antigua, son denominadas como: el estratovolcán Panchimalco, que surgiría y evolucionaría entre hace aproximadamente 7.2 y 6.1 millones de años en la época de finales del Mioceno o inicios del Plioceno y cuyos depósitos hacen parte de lo que en la geología salvadoreña se conoce como la formación Bálsamo (observándose sus remanentes en el cerro el Chulo o Puerta del diablo); la caldera Santo Tomás, que se formó en el Pleistoceno inferior por el colapso de la zona central del volcán antes mencionado, y que al igual que las que siguen hace parte de la formación Cuscatlán; el volcán Loma Larga, que surgiría y evolucionaría entre hace aproximadamente 800 mil y 500 mil años en la caldera anterior durante el pleistoceno inferior, y cuyo colapso parcial formó la caldera de los Planes de Renderos (en medio de la cual se formaron los conos de escoria y domos dacíticos del cerro San Jacinto entre hace aproximadamente 400 y 250 mil años; y al noroeste el cono de escoria San José).

### Clima
| Parámetros climáticos promedio de Planes de Renderos, San Salvador, El Salvador | Parámetros climáticos promedio de Planes de Renderos, San Salvador, El Salvador | Parámetros climáticos promedio de Planes de Renderos, San Salvador, El Salvador | Parámetros climáticos promedio de Planes de Renderos, San Salvador, El Salvador | Parámetros climáticos promedio de Planes de Renderos, San Salvador, El Salvador | Parámetros climáticos promedio de Planes de Renderos, San Salvador, El Salvador | Parámetros climáticos promedio de Planes de Renderos, San Salvador, El Salvador | Parámetros climáticos promedio de Planes de Renderos, San Salvador, El Salvador | Parámetros climáticos promedio de Planes de Renderos, San Salvador, El Salvador | Parámetros climáticos promedio de Planes de Renderos, San Salvador, El Salvador | Parámetros climáticos promedio de Planes de Renderos, San Salvador, El Salvador | Parámetros climáticos promedio de Planes de Renderos, San Salvador, El Salvador | Parámetros climáticos promedio de Planes de Renderos, San Salvador, El Salvador | Parámetros climáticos promedio de Planes de Renderos, San Salvador, El Salvador |
| Mes                                                                             | Ene.                                                                            | Feb.                                                                            | Mar.                                                                            | Abr.                                                                            | May.                                                                            | Jun.                                                                            | Jul.                                                                            | Ago.                                                                            | Sep.                                                                            | Oct.                                                                            | Nov.                                                                            | Dic.                                                                            | Anual                                                                           |
| ------------------------------------------------------------------------------- | ------------------------------------------------------------------------------- | ------------------------------------------------------------------------------- | ------------------------------------------------------------------------------- | ------------------------------------------------------------------------------- | ------------------------------------------------------------------------------- | ------------------------------------------------------------------------------- | ------------------------------------------------------------------------------- | ------------------------------------------------------------------------------- | ------------------------------------------------------------------------------- | ------------------------------------------------------------------------------- | ------------------------------------------------------------------------------- | ------------------------------------------------------------------------------- | ------------------------------------------------------------------------------- |
| Temp. máx. media (°C)                                                           | 25.0                                                                            | 25.1                                                                            | 25.2                                                                            | 26.2                                                                            | 26.5                                                                            | 26.0                                                                            | 26.0                                                                            | 25.8                                                                            | 24.5                                                                            | 23.5                                                                            | 22.0                                                                            | 21.0                                                                            | 26                                                                              |
| Temp. mín. media (°C)                                                           | 12.3                                                                            | 13.8                                                                            | 15.5                                                                            | 17.0                                                                            | 18.0                                                                            | 17.6                                                                            | 17.1                                                                            | 17.0                                                                            | 16.8                                                                            | 16.5                                                                            | 15.5                                                                            | 13.5                                                                            | 15.0                                                                            |
| [cita requerida]                                                                |                                                                                 |                                                                                 |                                                                                 |                                                                                 |                                                                                 |                                                                                 |                                                                                 |                                                                                 |                                                                                 |                                                                                 |                                                                                 |                                                                                 |                                                                                 |

## Economía y sociedad
Antiguamente la economía de la producción de café y cítricos que ocupaban aproximadamente el 50% de los 45 km² de extensión del cantón; la principal fuente de empleos en aquel entonces era el cuidado de haciendas y residenciales que conformaban el circuito residencial del cantón.
Con la urbanización del lugar y el crecimiento acelerado de población, Los Planes de Renderos dejó de ocuparse a la agronomía y se en gran parte dedicó al turismo, levantando parques, monumentos y pupuserías. Además, antiguas residenciales de verano se tornaron en negocios y lugares de interés para explotar totalmente el potencial turístico del lugar. Actualmente, la economía del lugar se basa en la comercialización de artesanías y el movimiento gastronómico del cual destacan las pupusas, siendo estas últimas el principal atractivo del cantón.
Los Planes de Renderos cuenta con un lugar llamado ''Mirador'' el cual ayuda mucho a promover el turismo en el lugar, teniendo una hermosa vista al lago de Apulo, los comerciantes aprovechan los fin de semanas para vender sus productos como el atol de elote, papas fritas, dulces típicos entre otras cosas, con los turistas.  
Hablando de cultura nativa, se pueden encontrar muchos lugares llenos de cultura prehispánica como los 3 monumentos que reflejan la ascendencia maya:
- Monumento al Dios del Fuego
- Monumento a la Diosa del Agua
- Monumento al Dios del Hechizo

Monumentos a la memoria de la Independencia de Centroamérica:
- Obelisco: es una columna en la entrada al parque Balboa que simula un reloj de sol. Es un regalo de la Comunidad Española a San Salvador.
- Monumento a los Próceres de la Independencia: es un muro de piedra en el que sobresalen 4 medallones con la escultura de José Matías Delgado, Manuel José Arce y Fagoaga, Vicente Aguilar y Manuel Aguilar.

La más significativa de las costumbres religiosas es la llamada "Procesión de Palmas" en honor a Nuestra Señora de Fátima que recorre desde la Parroquia Principal atravesando el Parque Balboa y llegando a la Iglesia de Fátima que se lleva a cabo anualmente el domingo más próximo al 13 de mayo.
Al igual que la Procesión de San Antonio de Padua en el mes de junio, el Patrono principal de la ciudad donde se pueden apreciar las danzas propias del pueblo de Panchimalco y otras actividades de carácter cultural.
También se puede encontrar"Casa del Escritor"contiguo al parque balboa. Es la casa de reposo del escritor salvadoreño Salvador Salazar Arrué donde pasó sus últimos días de vida.

## Parques turísticos
El Parque Balboa, construido en 1949, también tiene sus simpatizantes.  Cada fin de semana reúne unos 5 000 visitantes que se transportan en vehículo, sin contar los que ingresan a pie y durante la semana.
Este parque, administrado por el Instituto Salvadoreño de Turismo (ISTU), se extiende sobre 36 manzanas de terreno, poblado predominantemente de nogales, manzana rosa y mango, los cuales atraen variedad de aves y otras especies como cotuzas y ardillas. 
También puede ser visitado el Parque de la Familia, se extiende sobre 56 manzanas de terreno poblado de café y naranjales, y que según los administradores, sólo de viernes a domingo recibe unos 16 000 visitantes que pueden disfrutar de juegos mecánicos, presentaciones artísticas y competencias ocasionales de “supercross” (motos que salvan obstáculos).
La Puerta del Diablo es el mirador natural de la zona y el punto más alto de Los Planes de Renderos; está compuesta por tres peñas de roca volcánica que se levantan a 1 131 m s. n. m. y abarcan unas cuatro manzanas de terreno. Diversos pasillos al borde de los enorme riscos conducen a la cima de las peñas y a una cueva que se sitúa en las entrañas de una de las peñas.

## Centros Religiosos
- Santuario de Fátima
- Monasterio San Damián
- Parroquia San Antonio